# Samuel Kiplimo Kosgei
Samuel Kiplimo Kosgei (* 20. Januar 1986; † 26. Mai 2023 in Kapsabet, Nandi County, Kenia) war ein kenianischer Langstreckenläufer, der sich auf Straßenläufe spezialisiert hatte.

## Leben
2008 wurde er Sechster bei den World’s Best 10K und Zweiter beim Halbmarathon-Bewerb von Reims à toutes jambes.
Im Jahr darauf wurde er Vierter bei den World’s Best 10K, Zweiter beim Berliner Halbmarathon und begleitete als Tempomacher Haile Gebrselassie beim Berlin-Marathon bis zur 30-km-Marke, wo beide mit der Weltbestzeit von 1:27:49 h registriert wurden. Der Weltrekord wurde allerdings Gebrselassie alleine zuerkannt, da Kosgei das Ziel nicht erreichte.
2010 wurde Kosgei beim Lissabon-Halbmarathon Neunter und verbesserte dann bei den 25 km von Berlin den Weltrekord über diese Distanz um fast eine Minute.
2021 gewann Kosgei den Barcelona-Marathon in 2:06:03 h.
Kosgei kam am 26. Mai 2023 in seiner Heimat Kenya bei einem Verkehrsunfall ums Leben.

## Persönliche Bestzeiten
- 10-km-Straßenlauf: 27:49 min, 1. März 2009, San Juan
- Halbmarathon: 59:36 min, 5. April 2009, Berlin
- 25-km-Straßenlauf: 1:11:50 h, 9. Mai 2010, Berlin (Weltrekord zusammen mit Haile Gebrselassie)
- 30-km-Straßenlauf: 1:27:49 h, 9. Mai 2010, Berlin (Weltrekord zusammen mit Haile Gebrselassie)
- Marathon: 2:06:03 h, 7. November 2021, Barcelona